# T40 Whizbang
Il Rocket Launcher T40/M17 Whizbang (a volte anche WhizBang) era un lanciarazzi multiplo montato su carro armato, utilizzato dall'United States Army durante la seconda guerra mondiale. Il lanciatore veniva installato sopra la torretta del carro armato medio M4 Sherman. Le 20 canne da 180 mm lanciavano una salva di razzi T37 ad alto esplosivo o T21 chimici. Venne sviluppato ed utilizzato nelle fasi finali della guerra, trovando limitato impiego tra il 1944 ed il 1945. Venne sviluppata anche una variante corta.

## Progetto
Il lanciarazzi era formato da una struttura a parallelepipedo contenente 20 canne di calibro 180 mm, distribuite in due file da 10, che poteva essere elevata dal sistema idraulico del cannone, al quale era solidale. L'intero complesso poteva essere sganciato, se necessario, ed il carro poteva essere utilizzato normalmente con il suo cannone da 75 mm. I razzi potevano essere lanciati singolarmente o in salve multiple.

## Impiego operativo
Questo veicolo venne usato a malapena tra il 1944 ed il 1945. Pensato per essere usato nel D-Day, i test subirono ritardi, cosicché non poté essere integrato nella pianificazione dello sbarco in Normandia. Le prove dimostrarono che il lanciarazzi era potenzialmente pericoloso non solo per l'equipaggio del carro, ma anche per il personale nelle immediate vicinanze del mezzo. I Marines valutarono il lanciarazzi per un eventuale impiego nella campagna delle isole Marianne del 1944, ma il mezzo non entrò in servizio in tempo.
Nel dicembre 1944 risultavano in servizio 30 T40 sul fronte delle Ardenne. L'offensiva tedeschi obbligò a ritirare i semoventi, che per il resto della guerra furono schierati nel nord dell'Italia. L'esercito autorizzò l'acquisto di 1.000 kit di conversione per altrettanti Sherman in servizio, ma solo due vennero effettivamente modificati. Ulteriori ritardi causarono infine la cancellazione del programma.

## T40 (short version)
La T40 (short version) era una versione sperimentale del T40, con le canne del lanciarazzi accorciate e che prevedeva la rimozione del cannone dalla torretta, rimpiazzato dal meccanismo di elevazione del lanciarazzi. Sullo scafo, costituito dal M4A2, veniva aggiunto un portello laterale di accesso al vano equipaggio.